# Pablo Sanhueza
Pablo Andrés Sanhueza Esparza (Tomé, Chile; 21 de junio de 1995) es un futbolista chileno que se desempeña como Defensa central o Mediocentro defensivo y actualmente milita en San Antonio Unido de la Segunda División Profesional de Chile.

## Trayectoria
Oriundo de Tomé, comenzó su carrera en las divisiones inferiores de Deportes Concepción, donde debutó en 2013. En 2016 pasa a Deportes Vallenar,mientras que entre 2017 y 2018 defendió los colores de Magallanes de la Primera B. En 2019 defendió la casaquilla de Deportes Santa Cruz en la misma divisional.
En 2020 es anunciado su regreso a Deportes Concepción, logrando zafar administrativamente del descenso a la Tercera División A. Para marzo de 2021, es anunciado como refuerzo de Unión San Felipe de la Primera B,mientras que en octubre del mismo año se anuncia su firma por Deportes Valdivia de la misma división.
En enero de 2021 es anunciado como uno de los refuerzos de Deportes Recoleta, en su temporada debut en la Primera B. En enero de 2023 ficha con Universidad de Concepción de la Primera B. En diciembre de 2023 es anunciado por Rangers de la misma divisional, como nuevo jugador del equipo piducano con vistas a la temporada 2024, donde hizo una actuación destacable figurando como titular en la mayoría de los partidos de la temporada, logrando además ser "Jugador Experto Easy" en dos oportunidades. Sin embargo, en el partido de vuelta en la final por Play-Offs para el ascenso, con el resultado a favor 3-0 contra Deportes Limache, cometió un torpe final determinado por el VAR, que significó el empate en el resultado global, y permitió el llegar a penales, costándole el ascenso al equipo talquino.
Posterior a su paso por Rangers, en enero de 2025 es presentado como nuevo refuerzo del club San Antonio Unido de cara a la temporada 2025.

## Clubes
| Club                      | País  | Año       |
| ------------------------- | ----- | --------- |
| Deportes Concepción       | Chile | 2013-2016 |
| Deportes Vallenar         | Chile | 2016-2017 |
| Magallanes                | Chile | 2017-2018 |
| Deportes Santa Cruz       | Chile | 2019      |
| Deportes Concepción       | Chile | 2020      |
| Unión San Felipe          | Chile | 2021      |
| Deportes Valdivia         | Chile | 2021      |
| Deportes Recoleta         | Chile | 2022      |
| Universidad de Concepción | Chile | 2023      |
| Rangers                   | Chile | 2024      |
| San Antonio Unido         | Chile | 2025-Act. |